# Манафва
Манафва (англ. Manafwa) — город в Восточном регионе Уганды. Является крупнейшим городом в округе Манафва и административным центром округа.

## Расположение
Манафва находится примерно в 32 километрах от города Мбале, который является крупнейшим населённым пунктом в этом регионе. Расстояние до столицы Уганды, Кампалы, составляет около 247 километров.
Манафва расположена на высоте 1196 метров над уровнем моря. Город находится на территории национального парка Маунт-Элгон и окружён живописными горными пейзажами. 

## Природа
К югу от города находится река Манафва. Недалеко от города распологается Гора Манафва, один из символов региона, а так-же водопады Сипи.

## Население
Согласно данным национальной переписи населения, проведённой в 2002 году, в городе проживало примерно 11 740 человек.
В 2010 году Статистическое бюро Уганды (UBOS) оценило численность населения в 15 400 человек. 
В 2011 году UBOS оценило численность населения на середину года в 15 800 человек.
В 2015 году UBOS оценило численность населения города в 14 200 человек. 
В 2020 году агентство по переписи населения оценило численность населения городского совета Манафвы в середине года в 16 000 человек. Из них 8 200 (51,2%) были женщинами, а 7 800 (48,8%) — мужчинами.
По расчётам UBOS, в период с 2015 по 2020 год население города увеличивалось в среднем на 2,4% в год.
| Год  | Нас.   | ±%     |
| ---- | ------ | ------ |
| 2002 | 11,740 | —      |
| 2010 | 15,400 | +31.2% |
| 2011 | 15,800 | +2.6%  |
| 2014 | 13,645 | −13.6% |
| 2015 | 14,200 | +4.1%  |
| 2020 | 16,000 | +12.7% |

## Здания города
Несколько зданий находящиеся на территории города либо в его округах: Офисы городского совета Манафвы, Центральный рынок Манафвы, Мобильное отделение PostBank в Уганде, Stanbic Bank Uganda Limited имеет филиал в городе Манафва.